# Wilzen
Wilzen of Welsten, latijns Veleti, waren een vroegmiddeleeuws verband van West-Slavische stammen.
De Wilzen vestigden zich in de 8e-9e eeuw in noordoostelijk Duitsland. Ze voerden bloedige oorlogen, vooral met de Saksen en Abodriten. Ze werden uiteindelijk in de 2de helft van de 12e eeuw door Hendrik de Leeuw gelijktijdig met de Abodriten overwonnen en namen het christendom aan.